# Diane Varsi
Diane Marie Varsi (San Mateo (Californië), 23 februari 1938 - Hollywood, 19 november 1992) was een Amerikaans actrice.
Varsi maakte haar debuut met een grote rol in Peyton Place (1957). Voor haar rol van Allison MacKenzie werd ze genomineerd voor een Academy Award voor Beste Vrouwelijke Bijrol.
Varsi werd opgemerkt en was een jaar later tegenover Gary Cooper te zien in Ten North Frederick (1958) en Don Murray in From Hell to Texas. Na haar rol tegenover Orson Welles in Compulsion (1959), verliet ze Hollywood.
Na menige jaren keerde ze terug en vervulde ze voornamelijk bijrollen. Tijdens de opnamen van Wild in the Streets (1968) liep ze een letsel op aan het ruggenmerg in haar nek. In 1977 werd er de lymeziekte geconstateerd. Hier stierf ze in 1992 aan.
- Biblioteca Nacional de España: XX1640168
- Bibliothèque nationale de France: cb13949028h (data)
- Gemeinsame Normdatei: 1026260043
- International Standard Name Identifier: 0000 0000 5256 2532
- Library of Congress Control Number: no2001015715
- Nationale Bibliotheek van Israël: 987007436191805171
- SNAC: w6bk946j
- Système universitaire de documentation: 069304823
- Virtual International Authority File: 19323740
- WorldCat: E39PBJfmvHPGC7qfgmY7tDryVC